# コチニーリョ・アサード

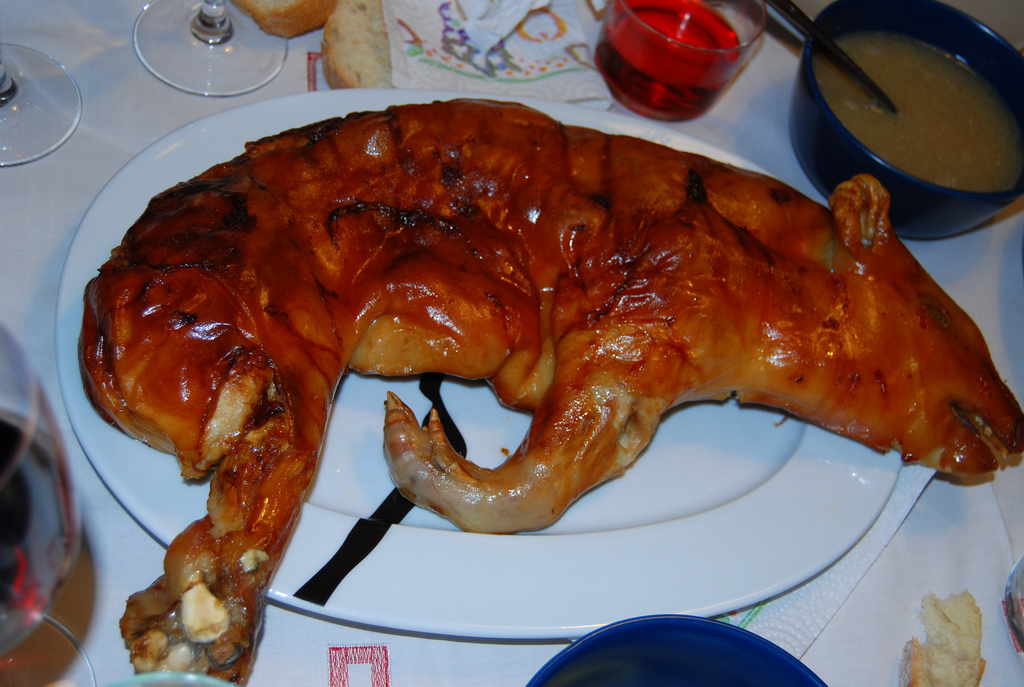
セゴビア風仔豚の丸焼き

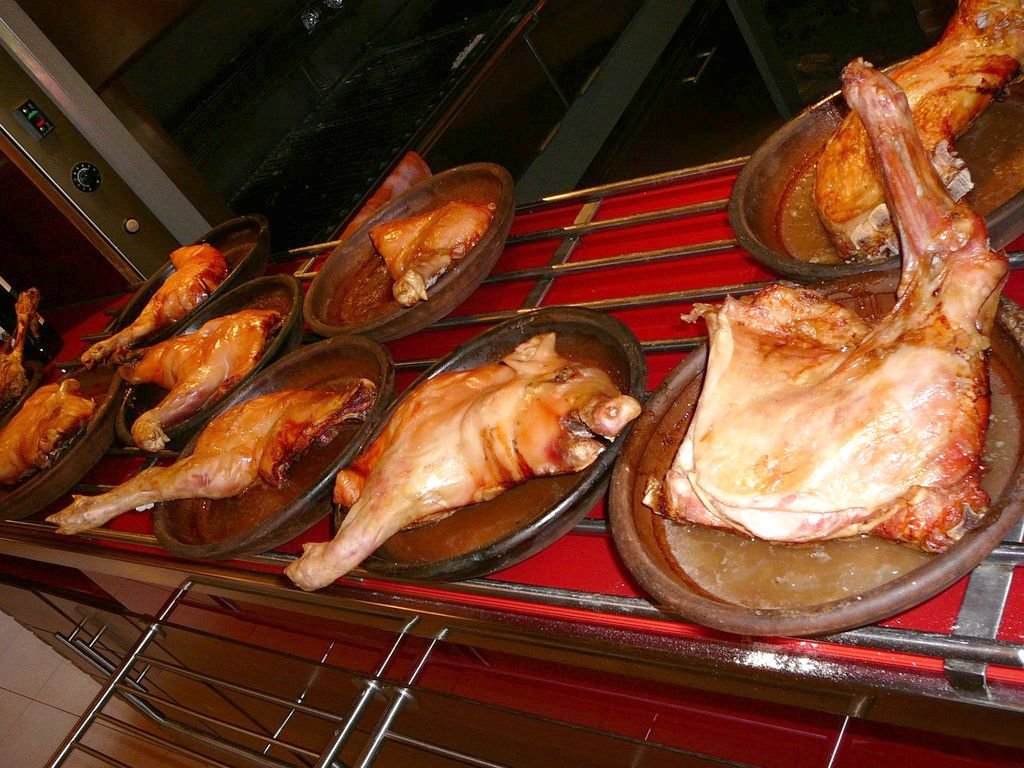
皿に載せたコチニーリョ・アサード

コチニーリョ・アサード（スペイン語: cochinillo asado、乳飲み仔豚のアサード、「トステン・アサード」スペイン語: tostón asado とも、短く「トステン」スペイン語: tostón とも呼ばれる）は乳飲み仔豚（cochinilloと呼ばれる）のアサードのバリエーションの一つ。スペイン料理の中でもカスティーリャで非常に人気があり、セゴビア風仔豚の丸焼きやアレバロのものがもっとも人気があるが、マドリードやラ・マンチャ地方のいくつかの町でも非常に人気がある。この料理の人気はスペインでもアラゴン州に広がっている。伝統的には土鍋に入れて焼かれ、熱い状態で、皮がサクサクの状態で供される。熱い状態で供される時の最良の組み合わせはワインである 。

## 歴史
コチニーリョ・アサードは、ヒスパニアの地へのローマ帝国の侵攻以来、コルデロ・アサードとともにカスティーリャ料理一部となっている。ケルティベリア人以前のこの料理のレシピと詳細は不明である。17世紀になると、カスティーリャ地方のタベルナやフィゴン（大衆食堂）で人気を博し、次第に宮廷に向かう旅人にも提供されるようになった。20世紀半ばには、セゴビアとマドリードの様々なタベルナやレストランが観光客を引きつけるために最高のレシピを求めて競っていた。もっとも有名な宿屋は、20世紀半ばに宿屋の主人であり、シェフでもあるカンディド・ロペス・サンスが、仔豚を提供する前に皿の縁で切り分けるというパフォーマンスを行い、国際的に有名になったメソン・デ・カンディドのタベルナである。

## 特徴

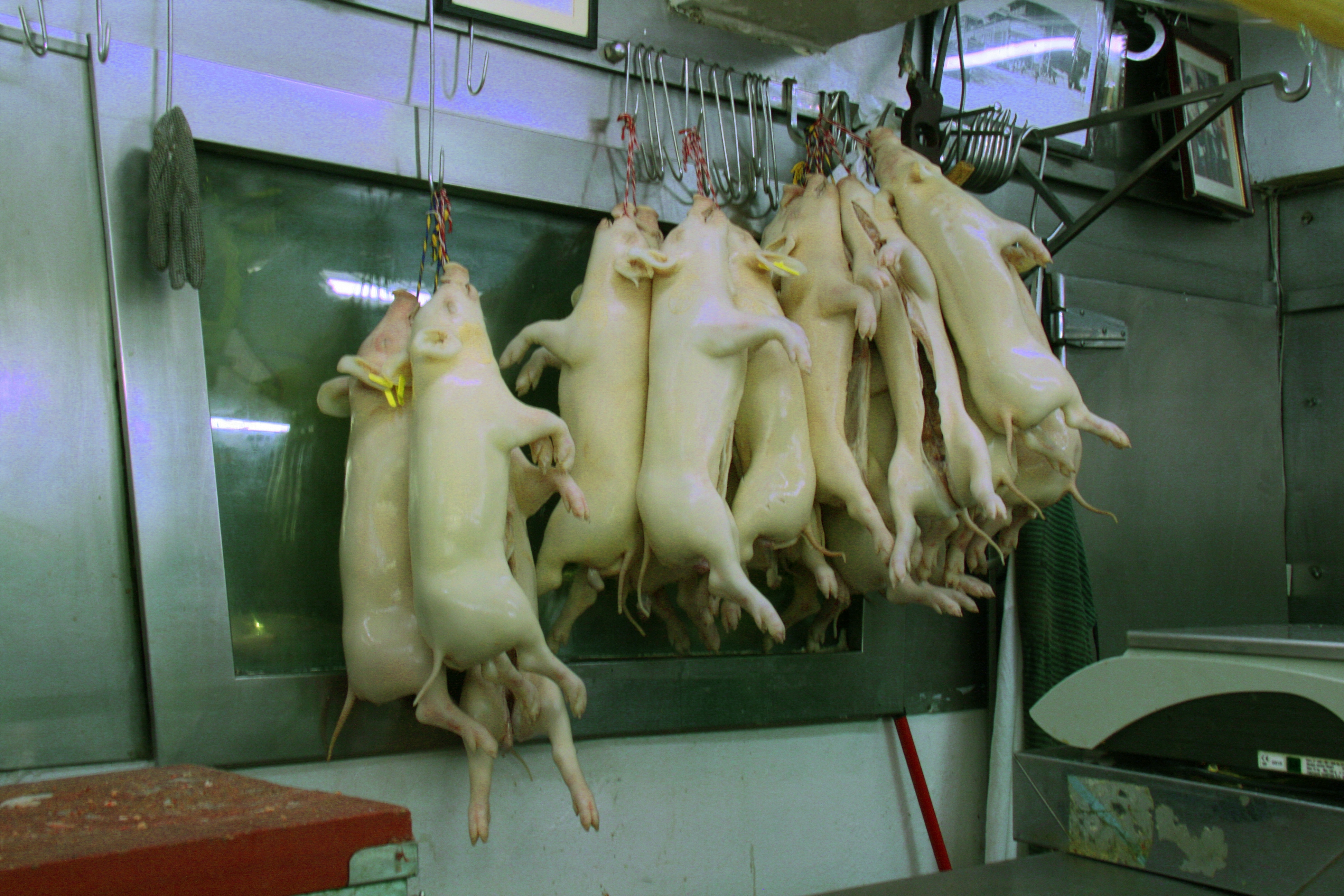
吊り下げれた仔豚、マドリードのセバダ市場の典型的なイメージ

スペインでは、市場や肉屋で乳飲み仔豚を入手するのは容易である。一部のレシピでは腎臓を取り除かずに仔豚全体を丸ごと調理することが推奨されている。スペインでは様々な調理法や切り分け方がある。仔豚は背骨の中心部に切り込みを入れ、内側をきれいにする。ローストは、通常はラードを塗った土鍋をオーブンに入れ、ローリエの葉や小枝を少し入れて行う。他の地域では、肉を柔らかくするために調理中に白ワインを使うことが多い。通常はローストしたのと同じ鍋で供される。また、数日間マリネ液に漬けておき、ローストする日に乾燥させることもできる。伝統的には薪オーブンでローストする。
コチニーリョ・アサードとの組み合わせで、美食家の間でもっとも広く受け入れられているのはワインである。特別な装飾を施して提供されるのが一般的だが、もっとも一般的なものの一つは口の中に置かれたリンゴである。